# 泰坦天降系列
泰坦天降系列（又译作，二代後香港和台灣改譯成“泰坦降臨”）是一系列以第一人称射击游戏为主的视频游戏。该系列由Respawn Entertainment创作，并在Xbox和Microsoft Windows上首次亮相，目前已扩展到其他平台游玩。

## 主要玩法
在泰坦天降中，玩家控制“铁驭（Pilots）”和他们的巨型泰坦机甲，并在饱受战争蹂躏的外太空殖民地——边境（Frontier）进行六对六的比赛。游戏针对连续且快节奏的动作进行了优化，并为铁驭添加了滑墙能力，同时在游戏中存在由计算机控制的普通士兵。而在该系列的其他作品中，包含了能够使用各自的特殊能力的独特角色。

## 游戏列表
| 2014 | 泰坦天降       |
| 2015 |                |
| 2016 | 泰坦天降2      |
| 2017 | 泰坦降臨：突擊 |
| 2018 |                |
| 2019 | Apex 英雄      |
| 2020 |                |
| 2021 |                |
| 2022 | Apex 英雄 M    |

### 主要系列

#### 《泰坦天降》
《泰坦天降》是该系列的第一款游戏，于2014年3月11日在Xbox One和Microsoft Windows平台上发布。 2014年4月8日，更新支持Xbox 360平台。该游戏主要以多人游戏为主，不包括真正的单人战役。取而代之的是一个单人游戏教程，作为玩家学习游戏机制的一种方式。

#### 《泰坦降临2》
《泰坦降临2》于2016年10月28日发布，同时支持了Xbox One、PlayStation 4和Microsoft Windows平台。在这一代作品中，包含了一个拥有完整故事的单人战役。同时很多来自第一部作品中的机制都回归了，包括多人游戏中的地图。该游戏在发布后获得了多项免费更新，包括回归的名为边境防御（Frontier Defense）的多人游戏模式。在此代中，“结果和缘由”这一关尤其受到好评。

### 衍生游戏

#### 《泰坦降临：突击》
《泰坦降临：突击》是一款移动平台的俯视即时战略游戏，与《部落冲突：皇室战争》风格相似。它由Particle City和Respawn Entertainment开发，由Nexon发行，并于2017年8月登陆iOS和Android平台。最终，《泰坦降临：突击》的所有服务器于2018年7月30日已经关闭。而在服务器关闭后不久的7月31日，《泰坦天降：突击》已经从Google Play中被删除。

#### 《Apex 英雄》
《Apex 英雄》是一款大逃杀类多人在线角色扮演第一人称射击游戏，具有英雄射击机制，并且是泰坦天降系列的第一个主要的衍生产品。虽然该游戏与泰坦天降系列没有直接的关联，但它的许多资产和游戏功能都基于《泰坦天降2》。尽管《Apex 英雄》发生在泰坦天降的世界观中，但彼此之间并不相互平行。该游戏于2019年面向Xbox One、PlayStation 4和Microsoft Windows平台免费发布，并于2021年登陆Nintendo Switch平台。这一游戏问世后，获得了十分积极的评价。该游戏保持着单周内注册玩家最多的记录，达到了2500万。该游戏目前拥有超过1亿玩家。名为《Apex 英雄 M》的手游版本于2022年5月17日发布。

### 已取消

#### 《泰坦降临：前线》
《泰坦降临：前线》是一款实时在线集换式纸牌游戏。玩家收集并放置铁驭、泰坦和燃烧卡片来伤害并击败对手，铁驭和泰坦卡片可以结合起来造成额外伤害 。2017年1月，《泰坦降临：前线》被取消。 

#### 《泰坦陨落Online》
2016 年，EA宣布与Nexon合作打造亚洲市场特供的泰坦天降游戏，名为《泰坦陨落Online》，类似于《反恐精英Online》和《使命召唤Online》。这个版本是基于系列首部作品《泰坦天降》制作，而不是它的续集。同时也存在一些细微的差别，比如游戏中有四个主要的铁驭，并引入了一个新的泰坦，以及一张新地图。《泰坦陨落Online》在2017年进行了内测。但最终于2018年7月9日被取消，主要原因是测试期间反馈的效果不佳以及市场存在的变化。

## 开发
《泰坦天降》是由Jason West和Vince Zampella创立的开发商Respawn Entertainment开发的第一款游戏。作为Infinity Ward的前雇员，他们参与开发了使命召唤系列。但最后两人因合同纠纷被解雇。  